# Dichotomius diabolicus
Dichotomius diabolicus là một loài bọ cánh cứng trong họ Bọ hung (Scarabaeidae).